# Мортимор, Джон (футболист)
Джон Мортимор (англ. John Mortimore; 23 сентября 1934, Фарнборо, Гэмпшир — 26 января 2021) — английский футболист и тренер.

## Карьера
С 1956 по 1965 год выступал за лондонский «Челси», провёл за команду 279 матчей во всех турнирах, забил 10 мячей.
После завершения карьеры игрока работал тренером в Греции, Португалии и Испании.
В 1994 году в качестве исполняющего обязанности, возглавлял «Саутгемптон», будучи одновременно президентом клуба.

## Достижения

### Игрок
Челси:
- Обладатель Кубка Лиги: 1964/65

### Тренер
Бенфика:
- Чемпион Португалии: 1976/77, 1986/87
- Обладатель Кубка Португалии: 1985/86, 1986/87